# 프레셔스 룽가
프레셔스 룽가(Precious Lunga)은 짐바브웨의 역학자, 사업가이다. 아프리카에서 모바일 헬스케어를 통하여 건강 증진에 기여할 수 있는 다양한 앱을 출시하였다.

## 일생
1974년 로디지아에서 출생하였고, 이후 17세에 영국으로 유학하였다. 에든버러 대학교와 케임브리지 대학교에서 신경과학을 공부한 후 UNAIDS에서 근무하였다. 이후 에코넷 와이어리스, 바오밥 서클 등의 기업에 참여하여 모바일 헬스케어와 AI를 응용하여 스마트폰을 통한 건강관리 앱을 제작하였다.

## 같이 보기
- 국제 보건
- 모바일 헬스케어
- 원격 의료